# 田原誠
田原 誠（たはら まこと、1953年 - ）は、日本の農学者。岡山大学副学長、同大大学院環境生命科学研究科教授などを務めた。2019年4月より、岡山理科大学附属中学校・高等学校校長を務める。

## 概要
専攻は農学（特に植物遺伝学、遺伝・ゲノム動態、育種学など）。
- 1977年 - 京都大学農学部農学科卒業、農林水産省農蚕園芸局技官
- 1985年 - オクラホマ州立大学大学院（修士課程）修了
- 1988年 - 同博士課程修了、新日本製鐵株式会社先端技術研究所 主任研究員
- 1994年 - 岡山大学大学院自然科学研究科 助教授
- 1999年 - 同 教授
- 2013年 - 同大学附属図書館 副館長（併任）
- 2017年 - 同 副学長（入試改革担当）（併任）[1]
- 2019年 - 岡山理科大学附属中学校・高等学校 校長

## 活動
- 育種学会
- DNA鑑定学会
- 日本DNA多型学会
- 園芸学会
- 日本国際バカロレア教育学会

など